# Roseland, Louisiana
Roseland är en kommun (town) i Tangipahoa Parish i Louisiana. Vid 2010 års folkräkning hade Roseland 1 123 invånare.